# ماسيمو بوناني
ماسيمو بوناني (بالإيطالية: Massimo Bonanni)‏ (10 يونيو 1982 بروما في إيطاليا - ) هو لاعب كرة قدم إيطالي في مركز الوسط. شارك مع منتخب إيطاليا تحت 18 سنة لكرة القدم ومنتخب إيطاليا تحت 19 سنة لكرة القدم. أما مع النوادي، فقد لعب مع نادي أسكولي ونادي باري ونادي باليرمو ونادي بيسكارا ونادي جنوى ونادي روما ونادي سامبدوريا ونادي فيتشينزا ونادي لاتسيو ونادي لوغانو ونادي باناتشايكي ‏ وPanachaiki G.E. ‏ وفيتربيسي 1908 ونادي غروسيتو.

## روابط خارجية
- ماسيمو بوناني على موقع قاعدة بيانات كرة القدم.إي يو (الإنجليزية)
- ماسيمو بوناني على موقع عالم كرة القدم.نت (الإنجليزية)
- ماسيمو بوناني على موقع AS.com (الإسبانية)